# Ren linje
 Denne artikel bør gennemlæses af en person med fagkendskab for at sikre den faglige korrekthed.

Rene linjer eller rentavlende linjer er grupper af individer af en art, som efter tilbagevendende krydsning mellem beslægtede individer har meget lidt eller slet ingen genetisk variation.
Fremstilling af rene linjer benyttes til at lave grupper af individer, som er genetisk ensartede, eller for at opbevare nye mutationer.
Der findes mange krydsningsskemaer til at frembringe rene linjer. De adskiller sig med hensyn til, hvor hurtigt indavlen foregår. Blandt de mere ekstreme eksempler er søskende avl, hvor helsøskende i hver generation krydses for at frembringe næste generation.
Frembringelsen af rene linjer er ledsaget af kraftig indavl og deraf følgende indavlsdepression. For organismer, som ikke i naturen oplever kraftig indavl, vil mange af de linjer, som forsøges indavlet, gå til grunde på grund af indavlsdepression.
Krydsninger mellem indavlede linjer benyttes i produktionen af udsæd for mange dyrkede plantearter. Mange rene linjer fremstilles, og mulige krydsninger afprøves. Frø, som er produktet af krydsninger, som giver ønskede fænotyper, bruges herefter som udsæd. Krydsningspopulationen vil være genetisk ensartet, idet alle individer vil have den samme genotype. Effekten af indavl i de enkelte linjer ophæves ved krydsningen.
Selektion indenfor en ren linje har ingen effekt, eftersom der ikke er nogen genetisk variation i en ren linje.